# العلاقات البيروية البيلاروسية
العلاقات البيروفية البيلاروسية هي العلاقات الثنائية التي تجمع بين بيرو وروسيا البيضاء.

## مقارنة بين البلدين
هذه مقارنة عامة ومرجعية للدولتين:
| وجه المقارنة                                              | بيرو                                   | روسيا البيضاء                    |
| --------------------------------------------------------- | -------------------------------------- | -------------------------------- |
| المساحة (كم2)                                             | 1.29 مليون                             | 207.60 ألف                       |
| عدد السكان (نسمة)                                         | 32.16 مليون                            | 9.50 مليون                       |
| الكثافة السكانية (ن./كم²)                                 | 24.93                                  | 45.76                            |
| العاصمة                                                   | ليما                                   | مينسك                            |
| اللغة الرسمية                                             | اللغة الإسبانية، اللغة الأيمرية، كتشوا | اللغة البيلاروسية، اللغة الروسية |
| العملة                                                    | سول بيروفي جديد                        | روبل بلاروسي                     |
| الناتج المحلي الإجمالي (بليون دولار)                      | 211.39 مليار                           | 54.44 مليار                      |
| الناتج المحلي الإجمالي (تعادل القوة الشرائية) بليون دولار | 393.13 مليار                           | 168.35 مليار                     |
| الناتج المحلي الإجمالي الاسمي للفرد دولار أمريكي          | 6.03 ألف                               | 5.74 ألف                         |
| الناتج المحلي الإجمالي للفرد دولار أمريكي                 | 11.99 ألف                              | 18.18 ألف                        |
| مؤشر التنمية البشرية                                      | 0.740                                  | 0.798                            |
| رمز المكالمات الدولي                                      | +51                                    | +375                             |
| رمز الإنترنت                                              | .pe                                    | .by، .бел                        |
| المنطقة الزمنية                                           | توقيت بيرو، 00                         | ت ع م+03:00                      |

## منظمات دولية مشتركة
يشترك البلدان في عضوية مجموعة من المنظمات الدولية، منها:
| علم المنظمة | اسم المنظمة                               | تاريخ انضمام بيرو | تاريخ انضمام روسيا البيضاء |
| ----------- | ----------------------------------------- | ----------------- | -------------------------- |
|             | مؤسسة التمويل الدولية                     | 20 يوليو 1956     | 2 نوفمبر 1992              |
|             | منظمة حظر الأسلحة الكيميائية              | ?                 | ?                          |
|             | الأمم المتحدة                             | 31 أكتوبر 1945    | 24 أكتوبر 1945             |
|             | الاتحاد الدولي للاتصالات                  | 12 يوليو 1915     | 7 مايو 1947                |
|             | منظمة الشرطة الجنائية الدولية             | ?                 | ?                          |
|             | البنك الدولي للإنشاء والتعمير             | 31 ديسمبر 1945    | 10 يوليو 1992              |
|             | الاتحاد البريدي العالمي                   | ?                 | ?                          |
|             | المركز الدولي لتسوية المنازعات الاستشارية | 8 سبتمبر 1993     | 9 أغسطس 1992               |
|             | وكالة ضمان الاستثمار متعدد الأطراف        | 2 ديسمبر 1991     | 3 ديسمبر 1992              |
|             | يونسكو                                    | 21 نوفمبر 1946    | 12 مايو 1954               |

## وصلات خارجية
- موقع وزارة الخارجية البيروفية
- موقع وزارة الخارجية البيلاروسية